# Алберт Вебер
Алберт Вебер (нем. Albert Weber, рођ. 24. октобар 1957) је швајцарски уметник. Његови радови су комбинација апстрактног и реализма (Веберизам). Бави се савременом уметношћу. Ради са уљаним бојама, акриликом, гитом, металима, бетоном, дијамантима, златом, сребром, мермером, гранитом, скулптурама, инсталацијама.

## Биографија

### Живот
Алберт Вебер, грађанин Шафхаузена, одрастао је у Нојхаузену и Шафхазену, Швајцарска. Основну школу је завршио у Нојхаузену а средњу школу у Шафхаузену.
Дипломирао је на академији уметности Цирих, коју је похађао од 1973 до 1977.
Његови радови су део разних националних као и интернационалних поставки уметничких изложби и музеја.
Алберт Вебер данас живи у кантону Цирих.

### Радови
Најважнијим радовима Алберта Вебер-а између осталих припадају апстрактне серије радова “Новински чланци и уметност” израђени уљаним и акрилним бојама (нпр.: TWO BLUE HANDS, 2001). Серије радова “Култура и животиње” делом апстрактне у облику искривљених фигуративних облика (нпр.: MUSIC SHOE RED, 2003). Серије руку различитих приказа положаја руку и гестакулација шака у виду уљаних слика (нпр.: VICTORY YELLOW, 2005). Серија животиња, реалистичне и апстрактне илустрације животиња у уљаним сликама комбиноване са аплицираним пољима боја помоћу сликарског ножа (Веберизам) – (нпр.: PODICEPS CRISTATUS, 2006).
Тренутни радови су "REVOLUTION" 2011, "CHEGUEVARA" рађени шпахлом и оивичени гвозденим ексерима и скулптура/инсталација "HIGH HEEL MEN", 2012, "BARACK OBAMA", полиестер, светлосна инсталација и разни материјали. Поред тога, реалистични и апстрактни радови комбиновани кроз форму тема уљаних слика, насталих у периоду од 2010 до 2014.

## Изложбе

### Самосталне изложбе (селекција)
- 2012 Trump-Tower, Истанбул, Турска
- 2012 Hotel Sacher, Беч, Аустрија
- 2012 Svenska Konstgalleriet, Шведска
- 2013 Galería de arte Dr. Böhner, Манхајм, Немачка
- 2013 Museo MOYA, Беч, Аустрија
- 2015 Galería INA DEDERER & FRIENDS, Цирих, Швајцарска
- 2015 Museo de arte Cluj-Napoca‚ Клуж-Напока, Румунија

### Групне изложбе (селекција)
- 2012 BERLINER LISTE, Берлин, Немачка
- 2012 Suisse-Arte, Базел, Швајцарска
- 2012 Art & Living, Ротердам, Холандија
- 2013 Ward Nasse Gallery, Њујорк, САД
- 2013 Southern Nevada Museum, Лас Вегас, САД (пролеће 2013)
- 2013 Carrousel Musee de Louvre, Париз, Француска
- 2013 Southern Nevada Museum, Лас Вегас, САД (јесен 2013)
- 2014 Art Monaco, Монте Карло, Монако
- 2014 ART STRASBOURG, Француска
- 2015 Austria Museum Kultur und Kunst, Беч, Аустрија
- 2015 Museum Castello Estense Ferrara, Италија

## Публикације
- Алберт Вебер (2011); “Између реалног и апстрактног” - Издавач: Neuer Kunstverlag AG,

Штутгарт, Немачка, предговор Проф. др. Петер Хајткемпер, Немачка и Верена, Цајнер M.A., Немачка -.  978-3-938023-68-6.

## Награде
Spirit of Art – Viena 2015, Међународна савремена уметничка изложба, од 25. до 28. јуна 2015 у музеју уметности и фолклора у Бечу, од више од 60 уметничких радова 24 уметника из Аустрије, Уједнињених Арапских Емирата, Белгије, Немачке, Француске,  Мексика, Шпаније, Шведске, Израела, Аргентине, Словачке и Швајцарске стручни жири / кустос је прву награду доделио Алберту Веберу.